# Kalina Wojciechowska (tłumaczka)
Kalina Wojciechowska (ur. 1 marca 1917 w Białej Cerkwi, zm. 21 marca 1980 w Warszawie) – polska tłumaczka z języków hiszpańskiego i angielskiego.

## Przekłady
- Gabriel García Márquez (z Grażyną Grudzińską) – Sto lat samotności
- Alejo Carpentier – Królestwo z tego świata, Podróż do źródeł czasu, Eksplozja w katedrze, Szaleństwo i metoda, Koncert barokowy, (z Janiną Carlson) – Harfa i cień, (z Janiną Carlson) – Święto wiosny
- Miguel de Unamuno – Pokój wśród wojny
- Juan Rulfo – Pedro Páramo
- Francisco de Quevedo – Żywot młodzika niepoczciwego, Sny. Godzina dla każdego.
- William Faulkner – Rezydencja, Zaścianek, Sartoris, Dzikie palmy, Stary
- James Joyce – Dublińczycy
- Camilo José Cela – Ul
- Pierre Gamarra – Do widzenia, Asturio!
- Carlos Fuentes – Śmierć Artemia Cruz, Pieśń ślepców, Aura
- Pedro Antonio de Alarcón – Trójgraniasty kapelusz
- Pio Baroja – Paradox królem
- Storm Jameson – Dom nad Loarą